# نیروی هوایی رواندا
نیروی هوایی رواندا (فرانسوی: Force aérienne rwandaise) شاخه هوایی نیروهای دفاعی رواندا است.

## تاریخچه
پس از دستیابی به استقلال در سال ۱۹۶۲، نیروی هوایی این کشور با کمک بلژیک تشکیل شد. هواپیماهای اولیه شامل سه فروند CM.170 Magisters نیروی هوایی سابق فرانسه بودند که به همراه یک فروند بریتن-نورمن در نقش ضد شورش به فعالیت می‌پرداختند. سایر هواگردهای تحویل‌یا شامل آئروسپاسیال غزال، Nord Noratlas، اشتوکا رالی و داگلاس سی-۴۷ بود. در طول جنگ داخلی رواندا، بیشتر هواپیماها یا سرنگون شده یا روی زمین منهدم شدند یا سقوط کردند.

## حال حاضر

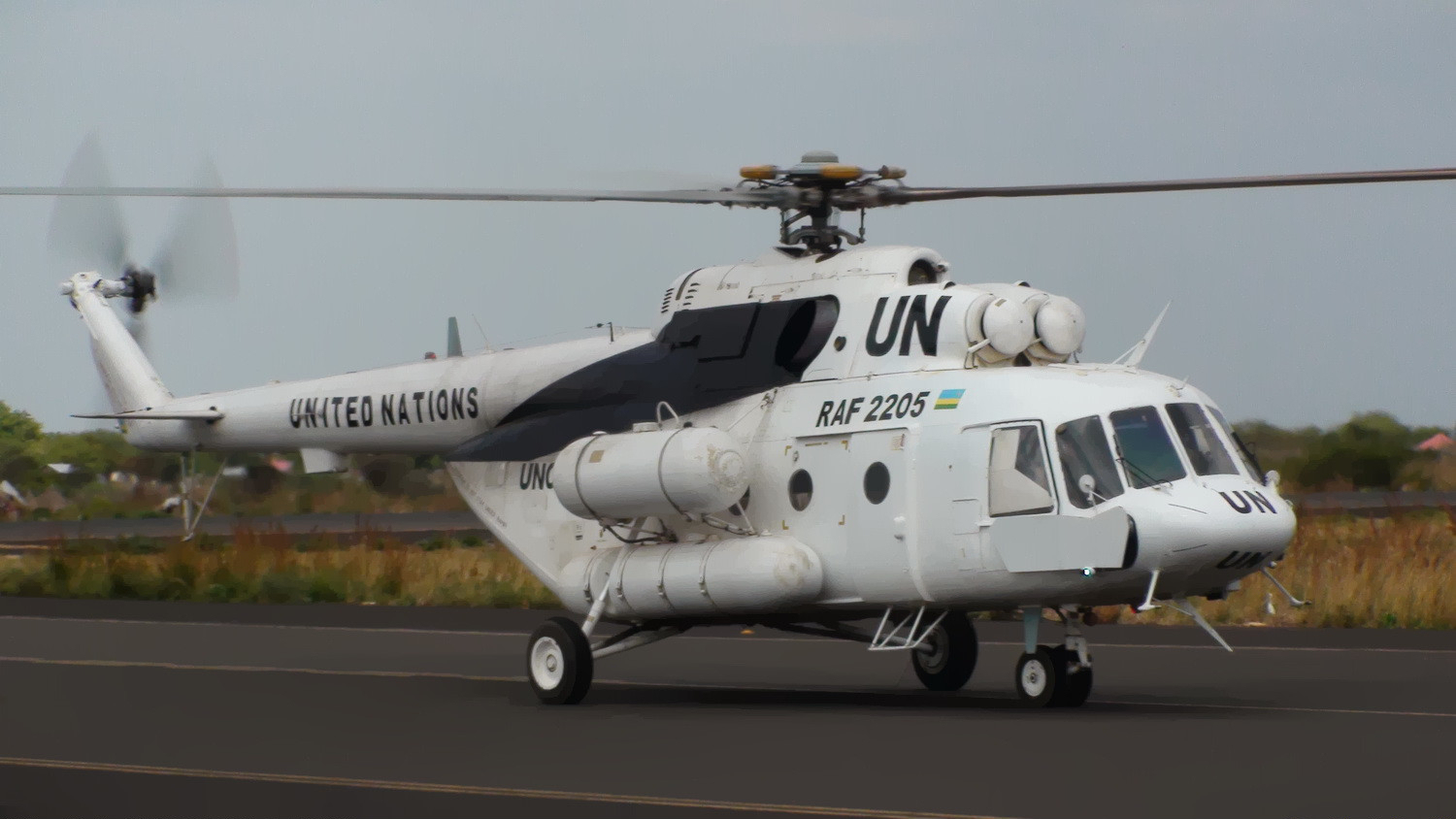
یک فروند میل میل-۱۷ نیروی هوایی رواندا

| هواپیما              | مبدأ         | نوع       | متغیر     | در حال خدمت | یادداشت‌ها |
| حمل و نقل            | حمل و نقل    | حمل و نقل | حمل و نقل | حمل و نقل   | حمل و نقل |
| -------------------- | ------------ | --------- | --------- | ----------- | --------- |
| سسنا ۲۰۸ کاروان      | ایالات متحده | چندمنظوره |           | ۲           |           |
| الماس DA42           | اتریش        | چندمنظوره |           | ۲           |           |
| هلیکوپترها           |              |           |           |             |           |
| میل می-۱۷            | روسیه        | چندمنظوره |           | ۱۲          |           |
| میل می-۲۴            | روسیه        | تهاجمی    | میل-۳۵    | ۵           |           |
| هواپیمای بدون سرنشین |              |           |           |             |           |
| بایراکتار تی‌بی۲      | ترکیه        | پهپاد     |           | ناموجود     | [ ۵ ]     |